# Emil Ochyra
Emil Antoni Ochyra (* 12. Juli 1936 in Rozbórz; † 26. Mai 1980 in Warschau) war ein polnischer Säbelfechter.

## Erfolge
Emil Ochyra wurde 1959 in Budapest, 1961 in Turin, 1962 in Buenos Aires und 1963 in Danzig mit der Mannschaft Weltmeister. Darüber hinaus gewann er mit ihr 1958 in Philadelphia Bronze. Im Einzel wurde er 1961 in Turin Vizeweltmeister. Dreimal nahm er an Olympischen Spielen teil: 1960 zog er in Rom mit der Mannschaft ins Finale ein, in dem sich Ungarn als die stärkere Mannschaft erwies und das Gefecht mit 9:7 gewann, sodass Ochyra mit Marek Kuszewski, Ryszard Zub, Jerzy Pawłowski, Andrzej Piątkowski und Wojciech Zabłocki die Silbermedaille erhielt. Vier Jahre darauf gewann er in Tokio mit Ryszard Zub, Jerzy Pawłowski, Andrzej Piątkowski und Wojciech Zabłocki die Bronzemedaille im Mannschaftswettbewerb. Im Halbfinale hatte die polnische Equipe gegen die Sowjetunion verloren, ehe sie das anschließende Gefecht um Rang drei gegen Frankreich gewann. Im Einzel belegte er den fünften Rang. Bei den Olympischen Spielen 1968 schied er in Mexiko-Stadt in der Viertelfinalrunde des Einzels aus, während er mit der Mannschaft Fünfter wurde.
Er focht beim KS Warszawianka.